# 天主教沃特福德暨利斯莫尔教区
天主教沃特福德暨利斯莫爾教區（拉丁語：Dioecesis Vaterfordiensis et Lismoriensis）是愛爾蘭一個羅馬天主教教區。屬卡舍爾暨埃姆利總教區。

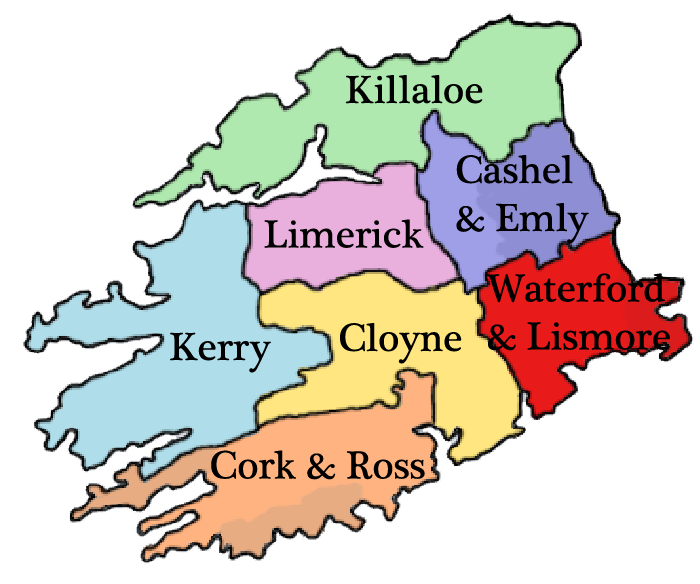
沃特福德暨利斯莫爾教區管轄範圍圖

範圍包括沃特福德、沃特福德郡，南蒂珀雷里郡及科克郡一部。2010年有教友144,027人、四十五個堂區、154名司鐸。現任主教為威廉·李。本教區是在1362年由原沃特福德和原利斯莫爾教區合併而成。